# Esmeralda Ossendrijver
Esmeralda Ossendrijver (Den Haag, 2 oktober 1968) is een Nederlands voormalig langebaan- en marathonschaatsster en shorttracker. Ze is een zus van Manuela Ossendrijver.
Ossendrijver werd in 1984, 1985, 1986 en 1988 Nederlands kampioenschap shorttrack, waarvan de eerste twee nog telden als een officieus kampioenschap. Ook won ze vier zilveren medailles op het Nederlands kampioenschap. Met het Nederlands team nam ze deel aan meerdere wereldkampioenschappen shorttrack alsmede aan de Olympische Winterspelen 1994.
Op de langebaan won Ossendrijver bij de Nederlandse kampioenschappen afstanden 1991 op de 5000 meter een bronzen medaille. Op de marathon won Ossendrijver tweemaal een wedstrijd om de KNSB Cup. 